# Stereophyllum leucostegum
Stereophyllum leucostegum là một loài Rêu trong họ Stereophyllaceae. Loài này được (Brid.) Mitt. miêu tả khoa học đầu tiên năm 1869.